# 总状雀麦
总状雀麦（学名：Bromus racemosus）为禾本科雀麦属下的一个种。

## 扩展阅读
- 維基物種上的相關：总状雀麦